# Marenîci, Mirhorod
Marenîci (în ucraineană Мареничі) este un sat în comuna Solonți din raionul Mirhorod, regiunea Poltava, Ucraina.

## Demografie
Componența lingvistică a localității Marenîci
     Ucraineană (97,77%)
     Rusă (1,79%)
     Alte limbi (0,45%)
Conform recensământului din 2001, majoritatea populației localității Marenîci era vorbitoare de ucraineană (97,77%), existând în minoritate și vorbitori de rusă (1,79%).